# Lucha Libre AAA Worldwide
Lucha Libre AAA Worldwide (allgemein als AAA bekannt, ausgesprochen „Triple A“ – eine Abkürzung des ursprünglichen Namens Asistencia, Asesoría y Administración de Espectáculos) ist eine mexikanische Wrestling-Liga, die von dem Wrestler Antonio Peña gegründet wurde und derzeit sich im Besitz der World Wrestling Entertainment (WWE) befindet.

## Geschichte
AAA wurde im Mai 1992 gegründet, nachdem sich Antonio Peña aus seiner Rolle als Booker der marktbeherrschenden EMLL (heute CMLL) zurückzog. Peña übernahm viele der talentierteren Wrestler der EMLL und konnte die junge Promotion somit sehr schnell etablieren, während der größte Konkurrent gleichzeitig entscheidend geschwächt wurde. Zusätzlich verpflichtete er unbekannte Männer wie Rey Mysterio und Psicosis, die sich als Glücksgriffe herausstellen sollten. Eine weitere konkurrierende Liga namens UWA wurde durch die Popularität der AAA schnell aus dem Geschäft gedrängt, wodurch es Peña möglich war, deren Top-Stars Canek, Dos Caras, sowie die Villanos unter Vertrag zu nehmen.
Der schnelle Aufstieg der Liga mündete schließlich in einer Zusammenarbeit mit der zu diesem Zeitpunkt zweitgrößten nordamerikanischen Promotion World Championship Wrestling (WCW). So kam es 1994 zum Pay Per View When Worlds Collide, der mit Hilfe der WCW in den USA ausgestrahlt werden konnte und viele amerikanische Zuschauer erstmals mit dem technisch anspruchsvollen Highflying-Wrestling des Lucha Libre konfrontierte.
Nur kurze Zeit nach diesem Meilenstein begann jedoch bereits der Abstieg der AAA. Art Barr, der zusammen mit dem jungen Eddie Guerrero das wichtigste Heel-Tag-Team La Pareja del Terror bildete, verstarb im November 1994, woraufhin Guerrero sowie Madonna’s Boyfriend (das dritte Mitglied des dominierenden Stables Los Gringos Locos) die Promotion verließen. Durch die schwache mexikanische Wirtschaft und die damit verbundene schwächere Bezahlung, aber auch wegen Problemen mit dem Booking wurden Stars wie El Hijo del Santo und Fuerza Guerrera unzufrieden und verabschiedeten sich ebenfalls. Auch die Kooperation mit der WCW sollte sich schließlich zum Nachteil auswirken – der Highflying-Stil wurde in den USA so populär, dass die WCW wichtige AAA-Wrestler wie Rey Mysterio, Psicosis, La Parka und Juventud Guerrera verpflichtete. Eine 1997 eingegangene Zusammenarbeit mit der World Wrestling Federation (heute WWE) hatte lediglich zur Folge, dass einige Luchadores beim Royal Rumble auftreten durften, brachte jedoch nicht den erhofften Popularitätsschub.
Im Gegensatz zu ihrer „Hochzeit“ Mitte der 1990er ist das Interesse an der AAA auf dem wichtigen Markt der USA heute eher gering. Jährliche Großveranstaltungen wie TripleMania und Guerra de Titanes können in Mexiko zwar nach wie vor große Hallen füllen, doch im direkten Vergleich mit der CMLL, die wöchentlich über 10.000 Zuschauer in die Hallen zieht und einige Stars der AAA verpflichten konnte, geriet man ins Hintertreffen.
Erneute Präsenz bekam die AAA 2004 durch eine Kooperation mit TNA Wrestling. Zum America’s X Cup sandte man als Vertreter Mexikos fünf Wrestler (unter ihnen Juventud Guerrera, Hector Garza und Mr. Águila) in die USA und konnte mit ihnen das Vier-Länder-Turnier letztendlich gewinnen. Beim im gleichen Jahr stattfindenden ersten World X Cup unterlagen sie jedoch Team USA. Gegen Ende des Jahres endete die Zusammenarbeit mit TNA aus nicht näher bekannten Gründen. Bezeichnenderweise wurde beim zweiten TNA World X Cup das mexikanische Team aus Wrestlern des Konkurrenten CMLL gebildet.
Nach Peñas Tod durch einen Herzinfarkt im Jahre 2006 übernahm Dorian Roldan die Führung hinter den Kulissen der Liga.
2008 kehrte Konnan zurück zur AAA und übernahm die Rolle des Commissioners der Liga. Seitdem hat sich der Stil der Liga stark verändert und in weiten Teilen dem Entertainment-Charakter der WWE angenähert.
Am 19. April 2025 wurde während der Pre-Show zu WrestleMania 41 die Übernahme der AAA durch die WWE bekannt gegeben.

## Aktuelle Titelträger
| Titel                                 | Titelträger | Titelträger                                                          | Nr. | Tage | Datum             | Ort                              | Anmerkung |
| ------------------------------------- | ----------- | -------------------------------------------------------------------- | --- | ---- | ----------------- | -------------------------------- | --- |
| AAA Mega Championship                 |             | El Hijo del Vikingo                                                  | 2   | 30+  | 31. Mai 2025      | Mexiko-Stadt, Mexiko             | Besiegte Alberto El Patrón bei Alianzas.                                                                                                  |
| AAA Reina de Reinas Championship      |             | Flammer                                                              | 1   | 688+ | 12. August 2023   | Mexiko-Stadt, Mexiko             | Besiegte Taya bei Triplemanía XXXI: Mexico City.                                                                                          |
| AAA Latin American Championship       |             | El Mesías                                                            | 1   | 232+ | 10. November 2024 | Ciudad Juárez, Chihuahua, Mexiko | Besiegte Octagón Jr. bei Guerra de Titanes.                                                                                               |
| AAA World Cruiserweight Championship  |             | Laredo Kid                                                           | 2   | 205+ | 12. Dezember 2024 | Mexiko-Stadt, Mexiko             | Besiegte Matt Riddle bei Cierre De La Gira Origenes.                                                                                      |
| AAA World Tag Team Championship       |             | Sansón und Forastero (Nueva Generación Dinamita)                     | 2   | 100+ | 22. März 2025     | Mexiko-Stadt, Mexiko             | Besiegten Laredo Kid und Pagano und Jeff Jarrett und Sam Adonis in einem Three-Way-Tag-Team-Match um den vakanten Titel bei Rey de Reyes. |
| AAA World Trios Championship          |             | Dave The Clown, Murder Clown (3) und Panic Clown (Los Psycho Circus) | 1   | 225+ | 17. November 2024 | Saltillo, Coahuila, Mexiko       | Besiegten Abismo Negro Jr., Psicosis und El Fiscal (Los Vipers) in einem Steel-Cage-Match bei Origenes.                                   |
| AAA World Mixed Tag Team Championship |             | La Hiedra und Mr. Iguana                                             | 1   | 204+ | 8. Dezember 2024  | Monterrey, Nuevo Leon, Mexiko    | Besiegten Crazzy Steve und Havok (Decay) bei Cierre De La Gira Origenes.                                                                  |

Eingestellte Titel
| Titel                                        | Letzte(r) Titelträger                 | Zeitraum  |
| -------------------------------------------- | ------------------------------------- | --------- |
| Mexican National Heavyweight Championship    | Charly Manson                         | 1926–2008 |
| Mexican National Middleweight Championship   | Octagón                               | 1933–2008 |
| Mexican National Tag Team Championship       | Octagón und La Parka                  | 1957–2008 |
| AAA Americas Trios Championship              | Villano III, Villano IV und Villano V | 1996      |
| AAA Campeón de Campeones Championship        | Cibernético                           | 1996–2005 |
| AAA Americas Heavyweight Championship        | Sangre Chicana                        | 1996–2006 |
| Mexican National Atómicos Championship       | Vakant                                | 1996–2009 |
| AAA Mascot Tag Team Championship             | El Alebrije und Cuije                 | 2002–2009 |
| AAA Parejas Increibles Tag Team Championship | Cibernético und Konnan                | 2010      |
| AAA Fusión Championship                      | El Hijo del Fantasma                  | 2012–2014 |
| AAA World Mini-Estrella Championship         | Dinastía                              | 2008–2022 |